# Christian McNeish
Christian McNeish (8 de abril de 1997) es un deportista británico que compite en taekwondo. Ganó una medalla de oro en el Campeonato Europeo de Taekwondo de 2018, en la categoría de –68 kg.

## Palmarés internacional
| Campeonato Europeo | Campeonato Europeo | Campeonato Europeo | Campeonato Europeo |
| Año                | Lugar              | Medalla            | Categoría          |
| ------------------ | ------------------ | ------------------ | ------------------ |
| 2018               | Kazán (Rusia)      | Medalla de oro     | –68 kg             |